# Cărpiniș, Maramureș
Cărpiniș (în maghiară: Kővárgyertyános) este un sat în comuna Copalnic-Mănăștur din județul Maramureș, Transilvania, România.

## Istoric
Prima atestare documentară: 1405 (Karpenys). 

## Etimologie
Etimologia numelui localității: din subst. cărpiniș „pădurice de carpeni" < subst. carpen „arbore înalt, cu lemn alb" (< lat. carpinus) + suf. -iș. 

## Demografie
La recensământul din 2011, populația era de 367 locuitori. 

## Monument istoric
- Biserica de lemn „Adormirea Maicii Domnului” (1757).